# Ricardo Molina Miras
Ricardo Molina Miras, conocido como Ricardo (Almería, España, 31 de enero de 1984) es un exfutbolista español que jugaba de portero.

## Trayectoria
Ricardo empezó su carrera en las categorías inferiores de Los Molinos, en Almería. Posteriormente fue fichado por la Unión Deportiva Almería para incorporarlo a su filial. En la temporada 2006-07 juega un partido de titular en Segunda División con el Almería. Esa misma temporada el equipo almeriense asciende a Primera División.
En la siguiente temporada, la 2007-08, el Almería lo descarta de sus planes y el Alicante CF se fija en él, fichándolo para el primer equipo. Posteriormente juega en la temporada 2010/11 en el Orihuela Club de Fútbol.
En la temporada 2011/12 juega en el Club de Futbol Badalona, equipo de la Segunda División B.